# 三浦房清
三浦 房清（みうら ふさきよ）は、戦国時代の武将。陶氏の家臣。

## 生涯
周防三浦氏の一族。大内氏家中では水軍の将として知られ、大内水軍の中核を担っていた。
天文20年（1551年）大寧寺の変にも陶方の主力として出陣。小幡義実を捕縛し、殺害している。同年の後に、陶晴賢打倒を掲げ、石見国の吉見正頼が天文23年（1554年） に挙兵すると、吉見氏の属城である賀年城攻めに出陣。賀年城近隣の和田山城に入城して、吉見氏の後詰に備えた。
天文24年（1555年）には仁保島の仁保城に攻撃を仕掛けたが、城将・香川光景によって撃退された。同年の厳島の戦いに際しては水軍を率いていたこともあり、海路からの安芸侵攻と宮島への上陸を主張。本戦では奇襲で潰走した敗軍をまとめ、主君・陶晴賢に逃走を勧めて自身は奮戦したが、吉川氏家臣・二宮俊実によって討ち取られた。
死後、周防三浦氏の家督は絶えるが、後に融源氏流神田氏より養子に入った三浦元忠が名跡を継いで再興した。房清の墓所は元忠の所領であった周防国山代本郷（現岩国市本郷町）にあり、三浦氏を再興した元忠がその霊を祀るために建立した。